# Family Portrait (песма)
Family Portrait је четврти и последњи сингл са албума Missundaztood америчке певачице Пинк. Песма је у поп/хип-хоп фазону и говори о распаду породице који је Пинк преживљавала као дете. Сингл је заузео 11. место у Аустралији и Уједињеном Краљевству, доке се у САД домогао 20. позиције.

### Настанак песме
Песма је изузетно емоционална, с обзиром да говори о личним проблемима са којима се Пинк суочавала као дете. Пинк је приликом писања песме помогао Скот Сторч који је и био продуцент сингла. Песма је компонована у це-молу.

### Музички спот
У споту за песму певачица Пинк, чија је коса у овом споту кратка и такође црна, игра младу жену која још увек има нерешених проблема због развода својих родитеља, што се види у понашању девојчице која представља Пинк из млађих дана. Током целог спота, девојчица покушава да живи живот какав већина деце поседује, али Пинк одбија да слуша „своје млађе ја“. Када при крају песме она коначно ступа у пријатељски однос са девојчицом, девојчица одлази да живи са породицом на ТВ-у а Пинк остаје сама.

### Топ листе
| Земља                | Врх |
| -------------------- | --- |
| Аустралија           | 11  |
| Аустрија             | 11  |
| Уједињено Краљевство | 11  |
| Канада               | 30  |
| Немачка              | 8   |
| Нови Зеланд          | 5   |
| САД                  | 20  |
| Француска            | 23  |
| Холандија            | 5   |
| Швајцарска           | 18  |
| Шведска              | 5   |